# Robert Dulmers

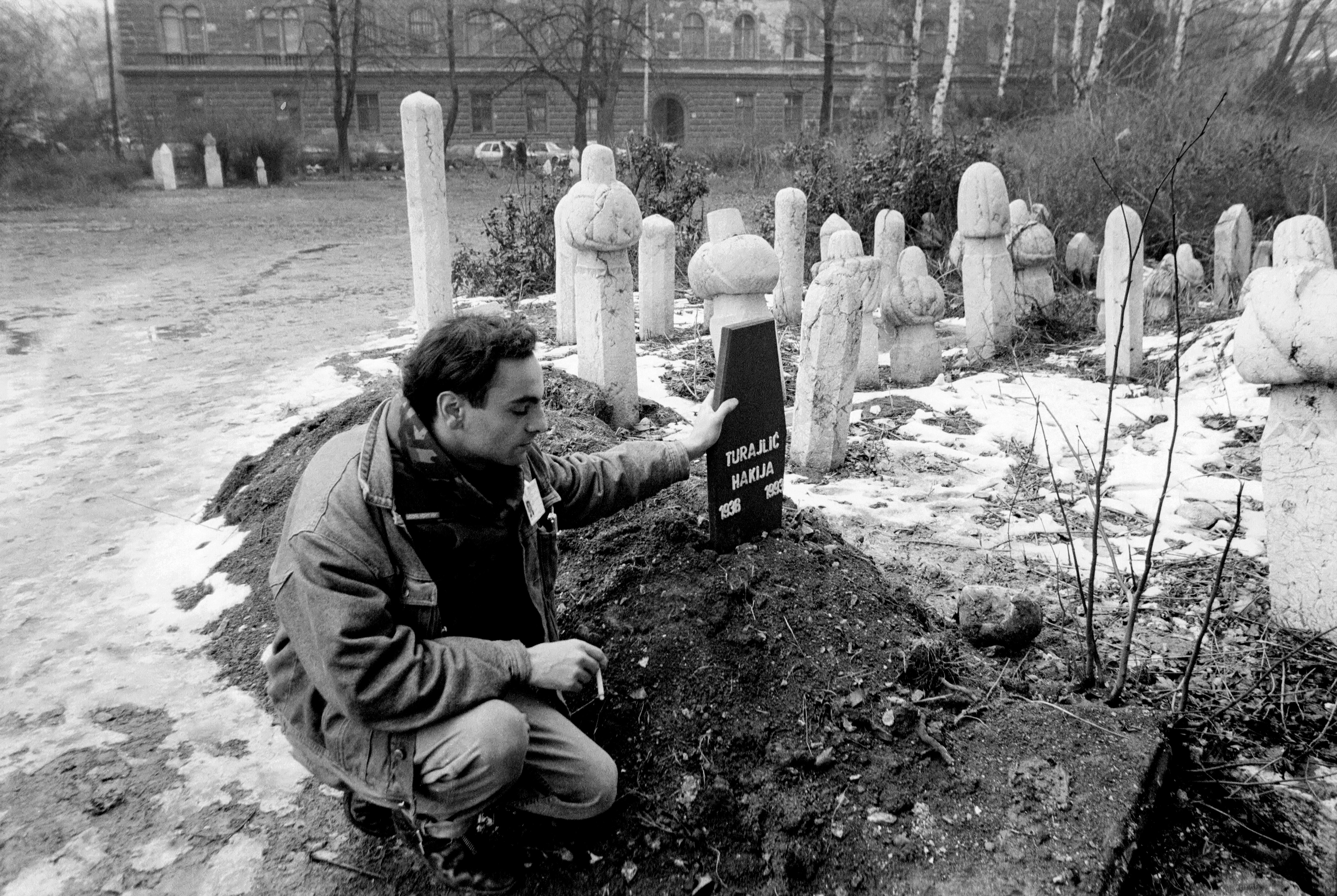
Robert Dulmers el març de 1993 a la tomba de Hakija Turajlić (Sarajevo)

Robert Dulmers (Viena, 12 de juny de 1965) és un escriptor i periodista holandès. Dulmers és conegut pels seus anys de reporter durant les guerres de Iugoslàvia, durant les quals va ser arrestat i interrogat. Ha escrit diversos llibres, un basat en les seves experiències a l'antiga Iugoslàvia i un altre, sobre la successió del Papa Joan Pau II, basat en els anys que va passar estudiant per a ser sacerdot a Roma. Dulmers treballa principalment com a autònom i s'ha construït una reputació com a escriptor decidit i una mica excèntric, amb qui és difícil de treballar tot i ser molt elogiat pels seus col·legues.

## Biografia
Dulmers va treballar com a freelance entre 1981 i 1982 per les notícies de la VPRO BGTV, i va escriure una sèrie d'articles per a Vrij Nederland amb Frits Abrahams. Va estudiar filosofia a la Universitat d'Amsterdam, i el setembre de 1991 va marxar a Graz per estudiar amb els jesuïtes durant un any. Des de Graz va viatjar a Croàcia, on acabava d'esclatar la Guerra Civil Iugoslava, i va informar a la ràdio holandesa des d'Eslavonia oriental. En els anys següents va treballar de periodista i va viure a Osijek, Zagreb, Split i Sarajevo, treballant com a freelance per a l'ANP, l'agència més gran de premsa holandesa.
Dulmers va ser arrestat el 19 de maig de 1992 a Doboj, Bòsnia i Hercegovina, per una milícia sèrbia de Bòsnia mentre viatjava amb un dels combois d'aliments de l'ACNUR, i acusat d'espionatge. Va ser posat en llibertat el 29 de maig després de la intervenció de la Creu Roja, després d'haver estat colpejat i amenaçat d'execució. Com a resultat de les seves experiències, Dulmers va poder declarar contra el líder del grup paramilitar serbi de Bòsnia Nikola Jorgic, que va ser condemnat a cadena perpètua per genocidi el 1997. El col·lega de Dulmers, el fotògraf Teun Voeten, s'havia quedat amb ell a Osijek, Croàcia, mentre la ciutat estava sent bombardejada per les forces sèrbies de Bòsnia l'octubre de 1991, i va descriure com Dulmers, que coneixia tothom a la ciutat, caminava per les ruïnes amb un llarg abric negre de cuir que cobria un esmòquing, i dormia al soterrani de la casa del clergat local entre els adobats. Voeten va comentar que ell i Dulmers es van creuar amb freqüència en els anys següents: sovint estaven en desacord i normalment es barallaven, però, va dir, Dulmers tenia una "ment brillant i una ànima tendra". En revisar Zwart ("Negre"), la novel·la autobiogràfica de Dulmers basada en les seves experiències a l'antiga Iugoslàvia, Voeten la va qualificar d'"un llibre impressionant i, pel que jo sé, únic per a la literatura holandesa: una novel·la confessional filosòfica amb subtext homoeròtic". Informes de guerra bildungsroam i despietat alhora".

### Després de Iugoslàvia
A finals de la dècada de 1990, Dulmers va treballar, encara com a escriptor freelance, per a diverses publicacions holandeses, incloent novament Vrij Nederland, que el va acomiadar el 1999 després de ser acusat de plagi: un paràgraf (cinc frases) en un llarg article sobre el sexe segur que havia copiat d'Internet. L'editor en cap de la revista va comentar que tota la resta de l'article era correcte i que no podia entendre per què Dulmers havia copiat un paràgraf "innecessari". A la mateixa revista, l'escriptora holandesa Natasha Gerson va comparar a Dulmers amb escriptors notoris i poc convencionals com Gerard Reve i Charles Bukowski, i va afirmar que "el nostre món, avui, no tolera individus brillants i curiosos –i enervadors– com ell”.
Els seus anys a l'antiga Iugoslàvia havien portat Dulmers a "prop de la bogeria", i el 1998 va decidir estudiar teologia a la Pontifícia Universitat Gregoriana de Roma, per convertir-se en sacerdot. Al final no ho va ser, però va utilitzar la seva experiència al Vaticà per escriure un llibre sobre els últims anys del papa Joan Pau II i el procés d'elecció d'un nou papa, Wachten op witte rook: De opvolging van Johannes Paulus. II ("Esperant la fumata blanca: la successió de Joan Pau II", 2004).
Dulmers va informar el 2009 sobre el judici de l'expresident serbi de Bòsnia Radovan Karadžić. El 2014, va anar a Síria amb Teun Voeten, amb l'esperança d'una entrevista amb el president Bashar al-Assad. No van entrevistar a Assad, però se'ls va permetre visitar-lo per prendre un cafè (havent portat bombons de Pierre Marcolini per a la Sra. Assad), i van publicar el seu informe a De Groene Amsterdammer. Dulmers va comentar després que en el periodisme de guerra sovint és impossible informar d'ambdós bàndols: "Si ells [els rebels] s'assabenten que vaig visitar l'oficina presidencial, ja estic acabat".
El 2022, va anar a Ucraïna per cobrir la guerra d'Ucraïna com a corresponsal de Nederlands Dagblad. Quan va publicar una foto de les conseqüències d'un atac amb coets russos a un magatzem de combustible a Odessa a través de Twitter, va ser arrestat i acusat de revelar secrets d'estat. Va afirmar haver estat detingut violentament i intimidat per les forces de seguretat ucraïneses. El 3 d'abril de 2022 va ser expulsat d'Ucraïna i se li va prohibir tornar al país durant 10 anys.

## Premis i nominacions
- 2016 Guanyador de De Loep - Gran Premi Holandès i Flamenc de Periodisme d'Investigació
- Nominació 2016 al Premi Lira-Scherpenzeel – Premi Holandès al periodisme estranger
- Nominació 2017 al premi Bob den Uyl – Premi holandès al millor llibre de viatges